# Presidio de las Piedras Negras
El Presídio das Pedras Negras se localizaba en la margen derecha del río Guaporé, guarneciendo la frontera con Bolivia, en el lugar de Pedras Negras (actual ciudad), a 12°51′08″S 62°54′09″O / -12.85222, -62.90250 en el municipio de Costa Marques, estado de Rondonia, en el Brasil.

## Historia
Habiendo el gobernador y capitán general de la Capitanía de Mato Grosso, Antonio Rolim de Moura Tavares (1751-1764), desalojado la reducción española (fortín) de Santa Rosa, en la margen derecha del río Guaporé, hizo erigir en el lugar un pequeño puesto de vigilancia (Guardia de Santa Rosa, 1753). En represalia, cerca de 200 indígenas y algunos jesuitas españoles, al mando del padre Laines, contra-atacaron esa guardia (1754), generando vivas protestas de aquel gobernador portugués (carta de 17 de junio de 1754 al vicedirector de las misiones españolas, padre Nicolás Altogrado y, sin respuesta, una nueva protesta solemne, el 3 de diciembre.
A partir de entonces, Rolim de Moura estableció, entre 1755 y 1759, un puesto militar en las Pedras Negras, procurando militarizar el río Guaporé, a fin de impedir el establecimiento de los españoles en territorio portugués. Prosiguiendo esa estrategia, en 1759 la guarnición de Santa Rosa Vieja fue transformada en un fortín, bajo la invocación de Nuestra Señora de la Concepción (Presidio de Nuestra Señora de la Concepción).
Su sucesor en el gobierno de la capitanía, Juan Pedro da Cámara (1764-1769), amenazado de invasión por el virrey del Perú, guarneció el sitio de las Pedras Negras con cuarenta hombres (1765), reforzando la defensa constituida por el Fortim de Nossa Senhora da Conceição.
BARRETTO (1958) computa este Presídio das Pedras y el Presidio de Lamego, como una única estructura: el Presídio de Pedras do Lamego.